# 嗚呼黎明
嗚呼黎明 （ああれいめい） は旧制大阪高等学校（大高）の代表寮歌。正式名称は、大阪高等学校全寮歌。嗚呼黎明 とは、1番の歌い出しの文言である。

## 基本データ
- 成立年: 大正12年 （1923年）
- 作詞者: 沼間昌教 （文乙 1回生）
- 作曲者: 吉田丈二 （理乙 1回生）

歌詞・曲ともにJASRAC管理楽曲である。（JASRAC作品コード 044-1773-9）
曲は当初から短調であるが、音楽書籍の中には、長調の楽譜を載せ、かつ作曲者不明としているものもある。JASRAC作品コードも別番号が存在する （015-0905-5。曲はパブリックドメイン） が、いずれも誤りである （校地跡地の記念碑に刻まれた楽譜は変ホ長調 ［実際は変ロ長調］ であるが、長調で歌われた記録はなく、同窓会が希望する歌い方は短調である）。
なお、現在 同窓会によって歌われている曲は、原曲とは若干異なる。

## 概要
旧制大阪高等学校は大正11年 （1922年） 大阪府東成郡天王寺村（後の大阪市住吉区、現在の阿倍野区王子町） に開校し、翌 大正12年には寮が設置された。対外試合で旧制大阪医科大学予科の生徒らが歌う学歌に刺激を受けて寮歌制作の気運が高まり、同年に生み出されたのが全寮歌 （嗚呼黎明は近づけり） である。この歌は六つの寮 （東北、東中、東南、西北、西中、西南） を代表する歌となった。
歌詞は新設校の門出の理想を歌い上げる、血気盛んな歌詞である。1番の歌詞は革命歌 「嗚呼革命は近づけり」 に強い影響を受けており、3番には旧制第一高等学校寮歌 「嗚呼玉杯」、5番には同 「仇浪騒ぐ」からの本歌取りが見られる。6番の後 （歌い終わり） に、「ハイザ大高 （だいこう）　ハイザ大高　レーベ　ホッホ」 というドイツ語混じりの囃子詞が付いているのも大きな特徴である。
「東天紅 （とうてん くれない） を染むる金剛の峯に」 で始まる前口上は、大正15年 （1926年） 発行の寮歌集序文の一節から取られたものである。

## 継承
旧制大阪高等学校は学制改革により、新制大阪大学教養部に吸収された。同じく大阪大学に吸収された旧制浪速高等学校 （大阪府豊中市） の校舎が現在も残っているのに対し、大高の校舎跡地は団地となり、記念碑が残るのみである。しかし、寮歌 「嗚呼黎明」 は大阪大学に継承され、主に応援団や体育会系の学生によって歌われているが、文化系サークルにも人気があり、替え歌でサークル歌などを作っている例もある。
寮歌祭においては、旧制大阪高等学校同窓会のメンバーにより、同校の代表歌として歌われている。
このほか、創価学会が昭和41年 （1966年） 頃から学会歌の一つとして歌っている。原曲・同窓会版とは異なる節回しで歌われている。この歌が JASRAC管理楽曲となっているのは、同学会から使用料を得るためではないかと推測される。

## 書籍
- 大阪高等学校七十周年記念祭・事業委員会（編）　『旧制大阪高等学校史』　大阪高等学校同窓会、1991年。